# La Medicina contemporánea
La Medicina contemporánea va ser una publicació periòdica que sortia mensualment, apareguda a Reus l'any 1887. Portava un llarg subtítol: revista médica de Reus: órgano de la clase médico-farmacéutica de la provincia y del centro médico-farmacéutico de Tarragona.
El periodista i escriptor Francesc Gras i Elies diu que va ser la primera revista professional que va sortir a la ciutat. La va fundar i la dirigia el metge oftalmòleg Francesc Gras Fortuny.

## Contingut
El seu contingut era professional, dirigit a la classe mèdica i farmacèutica. L'editorial, que sortia a cada número i segurament estava escrita pel seu director, es titulava "Reflexiones". La majoria d'articles eren originals, i algunes seccions van existir durant tota la publicació de la revista: "Resumen del movimiento científico", que parlava sobre les innovacions mèdiques a Europa, "Sección oficial" on s'explicaven els nomenaments i les disposicions oficials, i s'exposaven estadístiques sobre malalties i curacions, "Notícias", on s'indicaven els trasllats, les vacants, les baixes professionals i es parlava dels congressos mèdics i farmacèutics, i la secció de "Bibliografia" que donava notícia de les novetats aparegudes en el camp de la medicina. La revista va tenir, a més del doctor Gras Fortuny, alguns col·laboradors eminents: Emili Briansó, Àngel Campos, Salvador Cardenal Fernández, Antoni Constantí Bages, Jaume Ferran i Clua, Joan Giné i Partagàs i Bartomeu Robert.

### Aspectes tècnics
S'imprimia a la Impremta d'Eduard Navàs, i després a la de Sabater. Tenia normalment 24 pàgines, més unes altres vuit de publicitat. Sortia mensualment, i els articles eren sempre en castellà. Publicava fulletons de contingut especialitzat. El subtítol va variar amb el temps. L'últim número conegut és el número 1 de l'any VI, del gener de 1892. La numeració començava cada any de nou.
La Biblioteca Central Xavier Amorós i la Biblioteca del Centre de Lectura de Reus en tenen alguns exemplars.